# Trechus montanheirorum
Trechus montanheirorum Oromí & Borges, 1991 é um escaravelho troglóbio endémico em cavidades vulcânicas nos Açores.